# Lightyear 0
Lightyear 0 – solarno-elektryczny samochód osobowy klasy wyższej produkowany pod holenderską marką Lightyear w latach 2022–2023.

## Historia i opis modelu

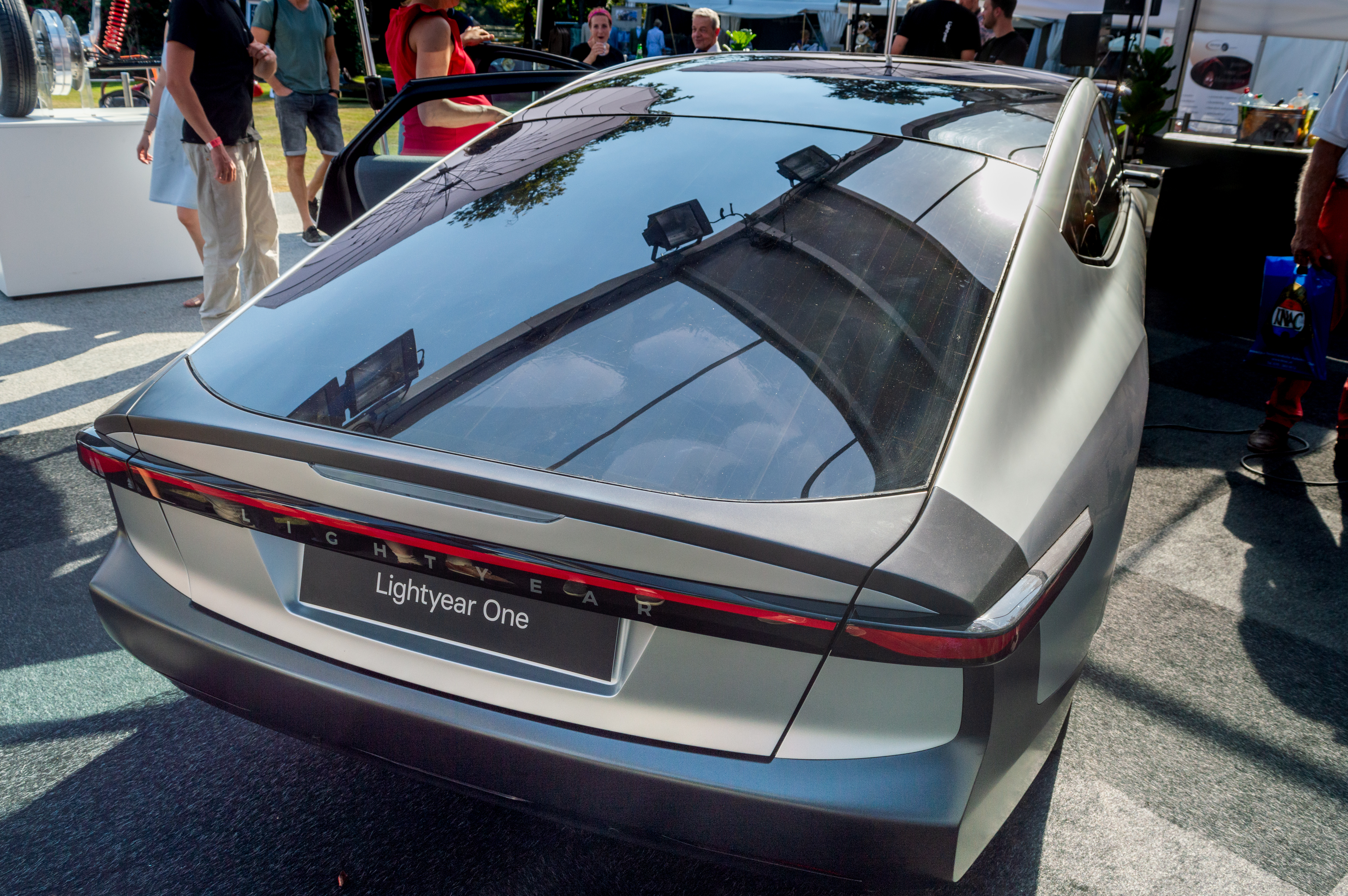
Lightyear 0 - tył

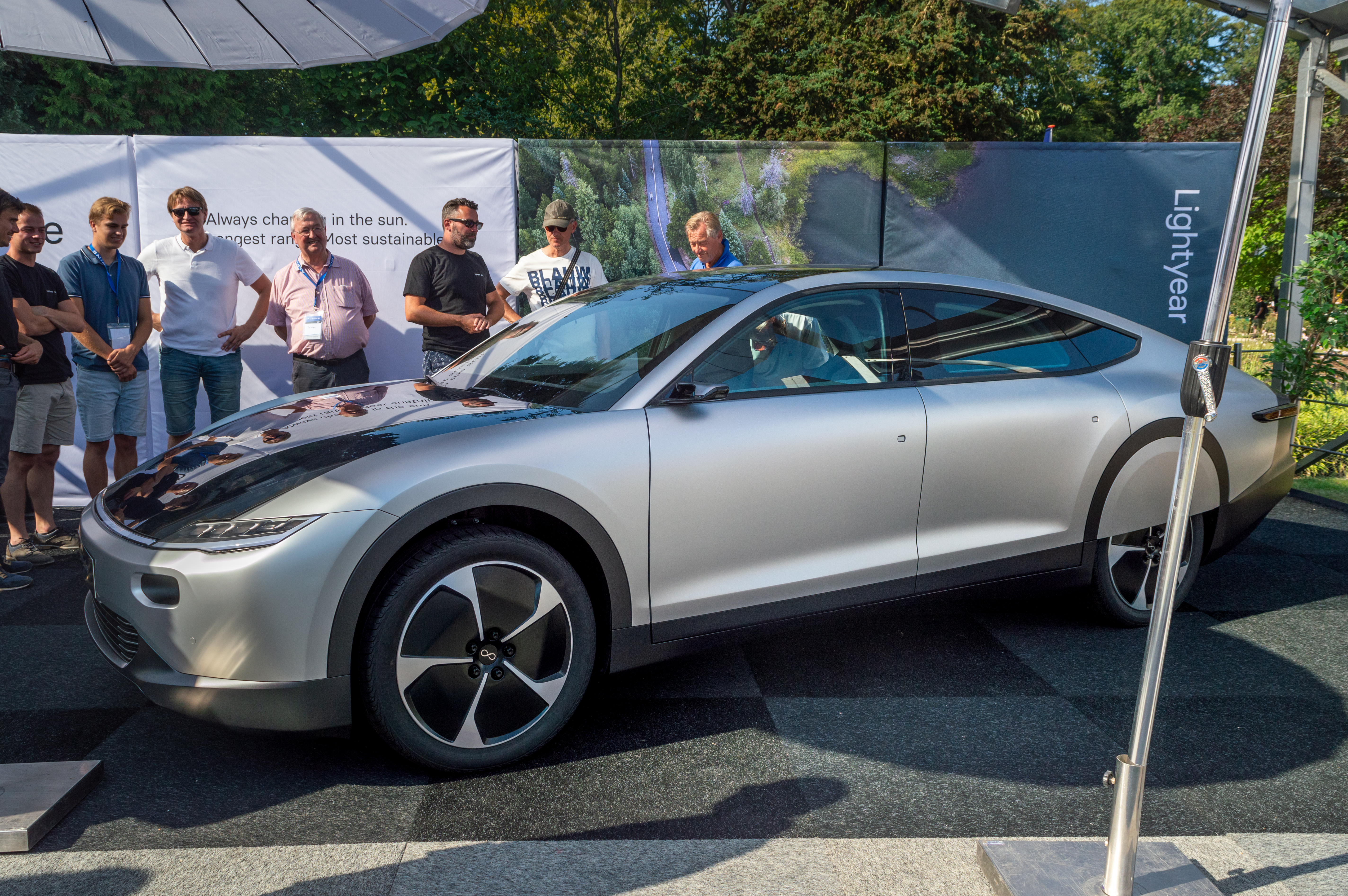
Lightyear 0 - sylwetka

W czerwcu 2019 roku holenderski startup Atlas Technologies powstały 3 lata wcześniej zainaugurował markę samochodów Lightyear, przedstawiając swój autorski projekt dużego, awangardowo stylizowanego fastbacka realizującego niszową koncepcję samochodu solarno-elektrycznego.
Za projekt wizualny samochodu odpowiedzialne było włoskie studio projektowe Granstudio pod kierunkiem byłego projektanta Pininfariny, Lowiego Vermeerscha. Lightyearowi One nadano kształt smukłego fastbacka z licznymi płynnie poprowadzonymi liniami, na czele z łagodnie opadającą ku tylnej krawędzi nadwozia linią dachu i charakterystycznym, do połowy zakrytymi tylnymi kołami. Kabina pasażerska modelu One utrzymana została w minimalistycznym wzornictwie, wyróżniając się tonacją odcieni szarości ze wstawkami z drewna. Do wykonania wnętrza samochodu marki Lightyear wykorzystano ok. 60 elementów wykonanych przy pomocy drukarki 3D.
Tuż przed rozpoczęciem produkcji producent podjął decyzję o zmianie nazwy solarno-elektrycznego samochodu, przemianowując go na Lightyear 0 i porzucając stosowany dotychczas emblemat.

### Sprzedaż
Podczas prezentacji w czerwcu 2019 roku Atlas Technologies deklarowało, że pokazywany przedprodukcyjny egzemplarz jest jeszcze w fazie testów, a do momentu planowanego początku produkcji zostanie jeszcze znacznie rozwinięty. Pierwotnie produkcja pojazdu miała rozpocząć się w 2021 roku, jednak po uznaniu, że układ napędowy wymaga dopracowania, pierwsze dostawy do klientów przesunięto na lato 2022 roku. W celu seryjnej produkcji pojazdu zawarto umowę z fińskim przedsiębiorstwem Valmet Automotive z Uusikaupunki. Na jej mocy, pierwsze seryjne sztuki samochodu opuściły fabrykę pod koniec listopada 2022. Produkcja zakończyła się zaledwie 2 miesiące później, pod koniec stycznia 2023, w wyniku restrukturyzacj firmy Atlas Technologies i chęci skupienia się na rozwoju znacznie tańszego crossovera Lightyear 2.

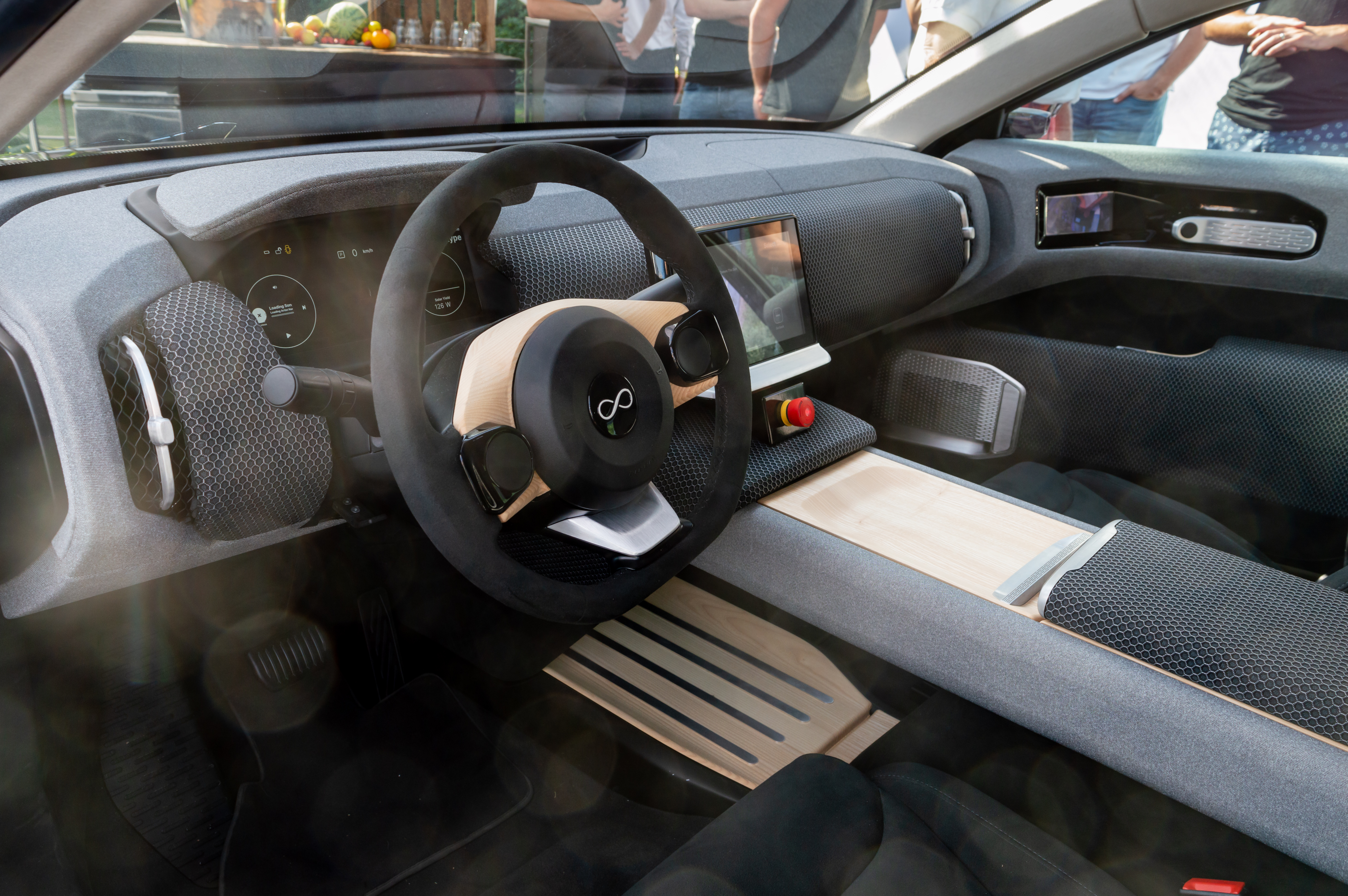
Lightyear One - kabina pasażerska

### Dane techniczne
Lightyear One jest samochodem elektrycznym, w którego codziennym użytkowaniu istotnym udogodnieniem ma być wykorzystanie energii solarnej. Na nadwoziu pojazdu poczynając od maski, poprzez dach i klapę bagażnika umieszczono łącznie 16 metrów kwadratowych kolektorów słonecznych. Docelowo mają one pozwalać na gromadzenie energii do poruszania się ze słońca i tworzyć brak potrzeby podłączania samochodu do gniazdka, jednak na obecnym etapie rozwoju technologii Atlas Technologies mówi o wydajności rzędu 25-35%. W ten sposób, Lightyear One jest w stanie w ciągu godziny jazdy pozyskać za pomocą energii słonecznej ok. 12 kilometrów dodatkowej jazdy. Producent przytaczając badania Komisji Europejskiej mówiące o średnim czasie dojazdu do pracy zajmującym 30 kilometrów, kierowcy Lightyeara Ona mogliby użytkować ten pojazd nawet do kilku miesięcy bez podłączania do prądu.
Sam elektryczny układ napędowy Lightyeara One'a tworzy silnik elektryczny o mocy 136 KM napędzający każde z kół, który pozwala osiągnąć prędkość maksymalną 150 km/h, maksymalny moment obrotowy 1200 Nm oraz 100 km/h w ok. 10 sekund. Dzięki baterii o pojemności 60 kWh, samochód ma być w stanie przejechać na jednym ładowaniu bez uwzględnienia wpływu kolektorów słonecznych ok. 460 kilometrów w trybie mieszanym, a z ich udziałem - do 725 kilometrów.